# Campmajor
Campmajor és un despoblat de l'antic terme municipal de Bellestar, actual municipi de Montferrer i Castellbò (Alt Urgell). Es troba al vessant meridional del roc de la Guàrdia a 1.132 metres d'altitud, aigua amunt del poble de Bellestar i de cal Roger.
El despoblat dona nom al camí de Bellestar on es troba la Pista Poliesportiva Municipal de Montferrer i Castellbò i l'Escola de Capacitació Agrària del Pirineu. El camí després d'un revolt porta a la població i l'església de Sant Joan de Campmajor. A dos quilòmetres més amunt es troba l'església de la Mare de Déu dels Dolors de Cal Porredon.

## Història
Apareix esmentant en l'acta de consagració del 912 de l'església de Santa Eugència de la Torre i a la de Sant Serni de Tavèrnoles l'any 1040.
Havia format part del quarter de Ciutat o de Castellciutat del vescomtat de Castellbò. El Spill, un manifest del vescomtat que data de 1519 esmenta un castell a la població.